# Нургалин, Зиннур Ахмадиевич
Зиннур Ахмадиевич Нургалин (4 октября 1928, д. Ташбулатово — 10 июня 2020, Уфа) — литературовед, почётный академик АН РБ (2002), доктор филологических наук (1984), профессор (1985), заслуженный деятель науки БАССР (1978).

## Биография
Зиннур Ахмадиевич Нургалин родился 4 октября 1928 года в деревне Ташбулатово Абзелиловского района РБ.
В 1942 году окончил семилетнюю школу, до 1944 года работал в колхозе. Окончил Темясовское педагогическое училище.
Окончил 3 института — в 1953 году Челябинский педагогический институт, в 1959 году — Уфимскую высшую партийную школу, в 1968 году — Академию общественных наук при ЦК КПСС. В Академии общественных наук при ЦК КПСС защитил кандидатскую диссертацию на соискание учёной степени кандидата исторических наук. В 1982 году в Институте искусств АН Казахстана защитил докторскую диссертацию.
Получая высшее образование, работал с 1944 по 1953 год учителем в школах Абзелиловского района, затем — корреспондентом (1953—1955), литературным сотрудником, заведующим отделом, заместителем главного редактора (1959—1963) газеты «Совет Башкортостаны».
С 1968 года работал в Уфимском государственном институте искусств заведующим кафедрами (1968—1988, с 2000 г.), ректором (1988—2000).
Семейное положение: был женат, имел троих детей. Увлекался пчеловодством.

## Научная деятельность
Область интересов З. Нургалина — история Башкирской литературы, башкирского музыкального искусства, история этнокультур Евразии. Он занимался изучением деятельности Г.Амантая, работой писательской организации РБ в 30-е годы XX века. Работал и как театральный критик.
По его инициативе в УГИИ начали готовить башкирских музыкантов.
З. Нургалин — академик трёх академий: Академии гуманитарных наук, Международной Тюркской академии, почётный академик АН РБ.

### Труды
Нургалин Зиннур Ахмадиевич — автор более 100 научных и литературно-критических работ, включая 9 монографий.
- З. А. Нургалин «Непрывная времени связь». Уфа: Китап, 1999 (на башк. яз.).
- З. А. Нургалин «Неиссякаемый родник театра». Уфа: Китап, 2003 (на башк. яз.).
- З. А. Нургалин «Дыхание эпох». Уфа: Китап, 2003 (на башк. яз.)
- З. А. Нургалин «Герой hэм заман. Эфэ», 1975;
- З. А. Нургалин «Идея берзэмлеге юлында». Эфэ, 1978;
- З. А. Нургалин «Билдэлелек яктыhында». Эфэ, 1992.

## Награды
- Заслуженный деятель науки БАССР (1978).